# دهستان بدر (روانسر)
دهستان بدر نام دهستانی در بخش مرکزی شهرستان روانسر، استان کرمانشاه در ایران است. براساس سرشماری مرکز آمار ایران در سال ۱۳۸۵، جمعیت آن ۶۴۱۲ نفر (۱۳۵۱ خانوار) بوده‌است.